# 河茂铁路
河茂铁路是一条穿行于中国广东省西部的铁路线，由黎湛铁路河唇站出岔，经化州到茂名西站，全长61公里，共设7座车站。该线路为单线铁路，按Ⅱ级干线标准建设，从1956年3月开工，同年12月停工，1958年1月复工，同年10月铺轨通车，1959年3月正式交付运营，营运初期是为开发茂名的石油工业服务，性质属工业支线。三茂铁路（今广茂铁路）建成后，河茂铁路在茂名西站与广茂铁路相接，即构成沟通两广沿海地区的干线。
河茂铁路吸引范围总面积约6000平方公里，油页岩矿区约200平方公里，含油率高；其次为硫铁矿、花岗岩、白矾土等。该线位于亚热带，地势平坦，局部为丘陵，沿线多稻田。
2014年12月，河茂铁路電氣化工程正式開工，改造完成後，貨物列車可牽引從目前4000噸提高到4500噸的重量，实现区域内南宁往柳州、湛江、茂名、昆明方向机车牵引吨位全部统一，改造工程已於2017年12月28日竣工。電氣化工程完成後，所有途徑廣茂鐵路、河茂鐵路的旅客列車由在茂名站換掛改為在茂名西站換掛。尽管河茂铁路已完成电气化改造，但运行时速仅有80公里，仍为广东全省时速最低的一条铁路。